# 国立病院機構長崎川棚医療センター
独立行政法人国立病院機構長崎川棚医療センター（どくりつぎょうせいほうじんこくりつびょういんきこうながさきかわたないりょうセンター）は、長崎県東彼杵郡川棚町にある独立行政法人国立病院機構が運営する医療施設（病院）。
旧国立療養所川棚病院。政策医療分野における神経・筋疾患の協力医療施設である。
神経内科（脳神経内科）を全国で初めて標榜した病院であり、神経難病に関する治療・研究の歴史がある。

## 歴史
- 1944年（昭和19年） - 川棚海軍共済病院として開設される。
- 1945年（昭和20年） - 海軍解体に伴い厚生省に移管され、国立川棚病院となる。
- 1953年（昭和28年） - 国立療養所川棚病院と改称される。
- 1975年（昭和50年） - 全国に先駆けて神経内科を標榜。
- 2001年（平成13年） - 厚生労働省に移管。
- 2004年（平成16年） - 独立行政法人国立病院機構による運営に移行、同機構長崎神経医療センターと改称される。
- 2009年（平成21年） - 現名称に改称される。
- 2017年（平成29年）- 新病棟（入院棟：6階建）運用開始

## 診療科
- 外科
- 総合診療内科
- 感染症内科
- 脳神経内科
- 消化器内科
- 循環器内科
- 代謝内科
- 脳神経外科
- 整形外科
- 皮膚科
- 泌尿器科
- 放射線科
- 歯科

## 指定・認定
- 救急告示病院
- 開放型病院
- 地域医療支援病院

## 所在地・アクセス
- JR大村線川棚駅から徒歩10分、車2分。
- 西肥自動車（西肥バス）「川棚バスセンター」または「長崎川棚医療センター前」バス停下車。
- 東彼杵町営バス「川棚JA前」バス停下車。
- 長崎自動車道東そのぎインターチェンジより国道205号経由で車で約15分。
- 西九州自動車道波佐見有田インターチェンジより車で約20分。